# International Gold Cup 1961
International Gold Cup 1961 je bila dvajseta neprvenstvena dirka Formule 1 v sezoni 1961. Odvijala se je 23. septembra 1961 na dirkališču Outlon Park v Cheshiru. Na mokri stezi je zmagal Stirling Moss z dirkalnikom Ferguson P99, kar je edina zmaga dirkalnika s pogonom na vsa štiri kolesa v Formuli 1, P99 je na mokri stezi nudil boljši oprijem od običajnih dirkalnikov.

## Dirka
| Poz | Dirkač              | Moštvo                     | Konstruktor     | Čas/Odstop         | Št. m. |
| --- | ------------------- | -------------------------- | --------------- | ------------------ | ------ |
| 1   | Stirling Moss       | Rob Walker Racing Team     | Ferguson-Climax | 1.51:53.8          | 2      |
| 2   | Jack Brabham        | Jack Brabham               | Cooper-Climax   | + 46.0 s           | 6      |
| 3   | Bruce McLaren       | Tommy Atkins               | Cooper-Climax   | + 53.6 s           | 1      |
| 4   | Tony Brooks         | Owen Racing Organisation   | BRM             | + 56.8 s           | 5      |
| 5   | Masten Gregory      | UDT-Laystall Racing Team   | Lotus-Climax    | 58 krogov          | 8      |
| 6   | Ian Burgess         | Ian Burgess                | Cooper-Climax   | 57 krogov          | 16     |
| 7   | Tony Marsh          | Tony Marsh                 | BRM             | 56 krogov          | 9      |
| 8   | Henry Taylor        | UDT-Laystall Racing Team   | Lotus-Climax    | 56 krogov          | 12     |
| 9   | Brian Naylor        | JBW Car Co.                | JBW-Climax      | 56 krogov          | 15     |
| 10  | Wolfgang Seidel     | Scuderia Colonia           | Lotus-Climax    | 56 krogov          | 18     |
| 11  | David Piper         | Gilby Engineering          | Gilby-Climax    | 55 krogov          | 14     |
| 12  | Chris Summers       | Ansty Garage               | Cooper-Climax   | 54 krogov          | 20     |
| Ods | Trevor Taylor       | Team Lotus                 | Lotus-Climax    | Izpuh              | 13     |
| Ods | Graham Hill         | Owen Racing Organisation   | BRM             | Ventil             | 3      |
| Ods | John Surtees        | Yeoman Credit Racing Team  | Cooper-Climax   | Motor              | 7      |
| Ods | Jim Clark           | Team Lotus                 | Lotus-Climax    | Zadnje vzmetenje   | 4      |
| Ods | Innes Ireland       | Team Lotus                 | Lotus-Climax    | Motor              | 10     |
| Ods | Chris Ashmore       | Dennis Taylor              | Cooper-Climax   | Menjalnik          | 23     |
| Ods | Roy Salvadori       | Yeoman Credit Racing Team  | Cooper-Climax   | Menjalnik          | 11     |
| Ods | Bernard Collomb     | Bernard Collomb            | Cooper-Climax   | Sprednje vzmetenje | 22     |
| Ods | Jack Lewis          | H & L Motors               | Cooper-Climax   | Predrta pnevmatika | 17     |
| Ods | Tim Parnell         | Tim Parnell                | Lotus-Climax    | Črpalka za gorivo  | 21     |
| Ods | Graham Eden         | Graham Eden                | Cooper-Climax   | Trčenje            | 19     |
| DNS | Jack Fairman        | Emeryson Cars              | Emeryson-Climax | Neuradno treniral  | -      |
| WD  | Jo Bonnier          | Porsche System Engineering | Porsche         |                    | -      |
| WD  | Dan Gurney          | Porsche System Engineering | Porsche         |                    | -      |
| WD  | John Campbell-Jones | John Campbell-Jones        | Cooper-Climax   | Poškodba           | -      |
| WD  | Michael May         | Scuderia Colonia           | Lotus-Climax    | Brez dirkalnika    | -      |
| DNA | Roger Revol         | Roger Revol                | BRM-Climax      |                    | -      |

- Najboljši štartni položaj: Bruce McLaren - 1:44.6
- Najhitrejši krog: Stirling Moss - 1:46.4